# Chalinolobus
Genre
Chalinolobus est un genre de chauves-souris.

## Liste des espèces
Seon BioLib (18 juin 2025) :
- Chalinolobus dwyeri R. M. Ryan, 1966
- Chalinolobus gouldii (J. E. Gray, 1841)
- Chalinolobus morio (J. E. Gray, 1841)
- Chalinolobus neocaledonicus  Revilliod, 1914
- Chalinolobus nigrogriseus (J. Gould, 1856)
- Chalinolobus orarius  Parnaby, King, Hamilton & Eldridge, 2024
- Chalinolobus picatus (J. Gould, 1852)
- Chalinolobus tuberculatus (J. R. Forster, 1844)